# Hyposmocoma montivolans
Hyposmocoma montivolans là một loài bướm đêm thuộc họ Cosmopterigidae. Nó là loài đặc hữu của Oahu. Loài địa phương ở vùng núi near Honolulu.
Ấu trùng có thể ăn lichens on rocks.